# Cal Ton del Puig
Cal Ton del Puig és una obra barroca de Torres de Segre (Segrià) inclosa a l'Inventari del Patrimoni Arquitectònic de Catalunya.

## Descripció
Habitatge cantoner que ha estat completament pujat de nou respectant la façana primitiva. Aquesta és un pla gairebé quadrat amb les obertures de les dues plantes superiors simètriques. El portal és típic del neoclassicisme amb pedres encoixinades i dovelles a saltacavall. Les obertures de la primera planta repeteixen aquestes característiques, afegint-hi un ampit acabat en pedra motllurada.